# Liste der Biografien/Kou
Liste der Biografien |
Portal Biografien |
Personensuche
# |
A |
B |
C |
D |
E |
F |
G |
H |
I |
J |
K |
L |
M |
N |
O |
P |
Q |
R |
S |
T |
U |
V |
W |
X |
Y |
Z |
?
 
Ka |
Kb |
Kc |
Kd |
Ke |
Kf |
Kg |
Kh |
Ki |
Kj |
Kl |
Km |
Kn |
Ko |
Kp |
Kr |
Ks |
Kt |
Ku |
Kv |
Kw |
Ky |
Kx |
Kz
 
Koa |
Kob |
Koc |
Kod |
Koe |
Kof |
Kog |
Koh |
Koi |
Koj |
Kok |
Kol |
Kom |
Kon |
Koo |
Kop |
Kor |
Kos |
Kot |
Kou |
Kov |
Kow |
Kox |
Koy |
Koz
Die Liste der Biografien führt alle Personen auf, die in der deutschsprachigen Wikipedia einen Artikel haben. Dieses ist eine Teilliste mit 251 Einträgen von Personen, deren Namen mit den Buchstaben „Kou“ beginnt.

## Kou
- Kou, Johanna (* 1975), neukaledonische Badmintonspielerin
- Kou, Lei (* 1987), ukrainischer Tischtennisspieler
- Kou, Qianzhi (365–448), chinesischer Daoist aus der Zeit der Nördlichen Wei-Dynastie

### Koua
- Koua, Franck Brice (* 2001), italienischer Leichtathlet
- Kouachi, Chérif (1982–2015), französischer islamistischer TerroristChérif Kouachi (1982–2015)

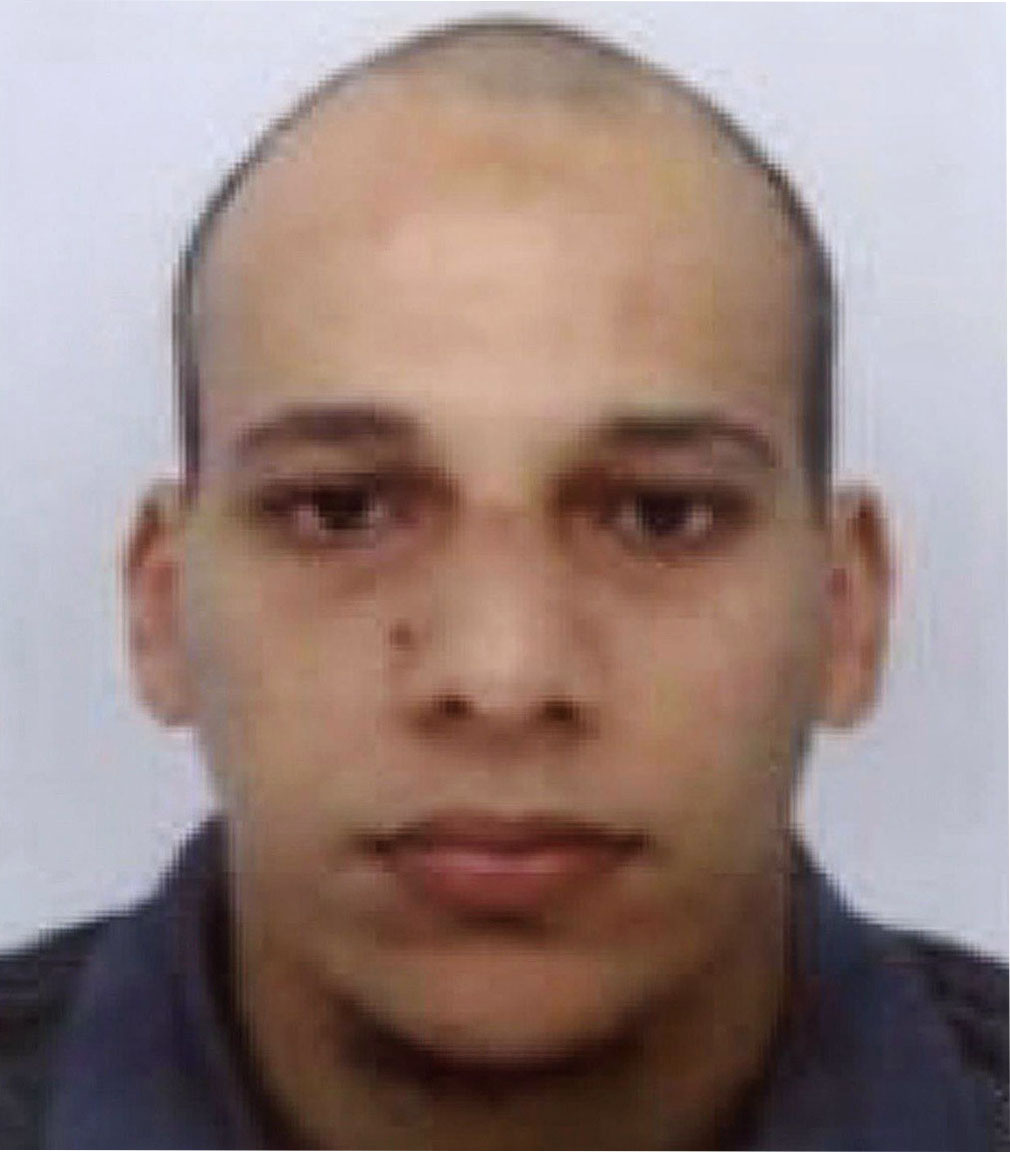
Chérif Kouachi (1982–2015)

- Kouachi, Saïd (1980–2015), französischer islamistischer Terrorist
- Kouadio, Augustin Komoé (* 1961), ivorischer Politiker
- Kouadio, Léonce (* 1998), ivorischer Fußballspieler
- Kouadio, Mohamed (* 2002), ivorischer Fußballspieler
- Kouadjo, Félix (1939–2012), ivorischer Geistlicher und römisch-katholischer Bischof
- Kouakou Yao, Christian (* 1991), ivorischer Fußballspieler
- Kouakou, Christian (* 1995), schwedischer Fußballspieler
- Kouakou, Raoul (* 1980), ivorischer Fußballspieler
- Kouamé, Bruno (1927–2021), ivorischer Geistlicher, römisch-katholischer Bischof von Abengourou
- Kouamé, Christian (* 1997), ivorischer Fußballspieler
- Kouamé, Eugène Koffi (1988–2017), ivorischer Fußballspieler
- Kouamé, Kouadio Éric, ivorischer Sprinter
- Kouamé, Moïse (* 2009), französischer Tennisspieler
- Kouamé, Sécré Richard (* 1958), ivorischer Politiker
- Kouamé, Taky Marie-Divine (* 2002), französische Radsportlerin
- Kouandété, Iropa Maurice (1932–2003), beninischer Politiker, Staatsoberhaupt von Dahomey
- Kouao, Koffi (* 1998), ivorisch-ghanaischer Fußballspieler
- Kouassi, Alexandre (1934–1994), ivorischer römisch-katholischer Geistlicher und Bischof von Bondoukou
- Kouassi, Blaise (* 1975), ivorischer Fußballspieler
- Kouassi, Eboue (* 1997), ivorischer Fußballspieler
- Kouatly, Bachar (* 1958), französischer Schachspieler

### Koub
- Kouba, Hans (1912–1973), österreichischer Politiker (SPÖ), Mitglied des Bundesrates
- Kouba, Petr (* 1969), tschechischer FußballtorhüterPetr Kouba (* 1969)

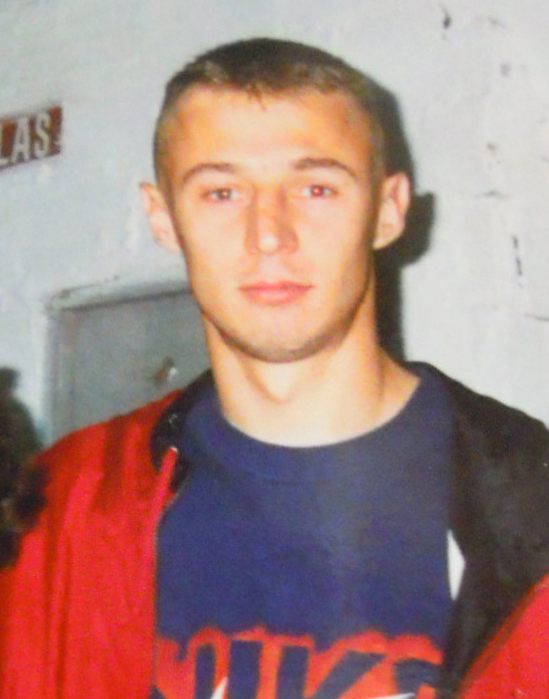
Petr Kouba (* 1969)

- Koubaa, Sanaa (* 1985), deutsche Hindernisläuferin
- Koubek, Fritz (1902–1988), österreichischer Politiker (SPÖ), Mitglied des Bundesrates
- Koubek, Ivana (* 1959), tschechisch-deutsche Bildende Künstlerin
- Koubek, Miroslav (* 1951), tschechischer Fußballspieler und -trainer
- Koubek, Norbert (* 1942), deutscher Wirtschaftswissenschaftler
- Koubek, Stefan (* 1977), österreichischer TennisspielerStefan Koubek (* 1977)

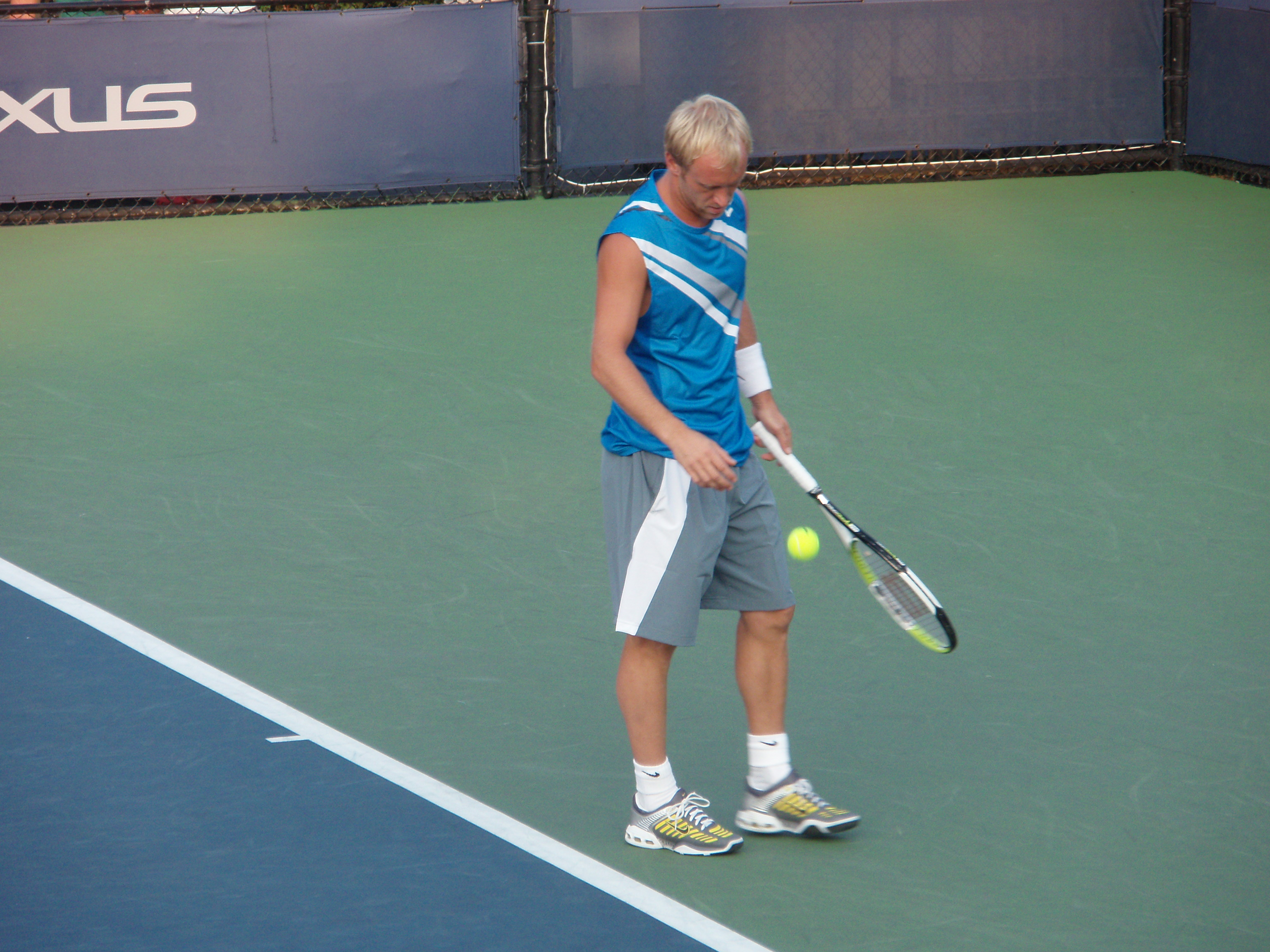
Stefan Koubek (* 1977)

- Koubek, Tomáš (* 1992), tschechischer Fußballspieler
- Koubek, Zdeněk (1913–1986), Sportlerin, Sportler, Angestellter, Beamter
- Koubetch, Valdomiro (* 1953), brasilianischer Geistlicher, griechisch-katholischer Bischof der Eparchie São João Batista em Curitiba
- Koubi, Abraham (1874–1950), französischer Turner
- Koubková, Jana (* 1944), tschechische Jazzsängerin
- Koubský, Jiří (* 1982), tschechischer Fußballspieler

### Kouc
- Kouchak, Jason (* 1969), Komponist, Sänger und Pianist
- Kōuchi Jun’ichi (1886–1970), japanischer Karikaturist, Illustrator und Trickfilmer
- Kouchner, Bernard (* 1939), französischer Arzt und Politiker, Gründer von Médecins sans Frontières und Médecins du Monde

### Koud
- Koudakpo, Adolph (* 1999), australischer Fußballspieler
- Koudas, Georgios (* 1946), griechischer Fußballspieler
- Koudela, Genro (1924–2010), österreichischer Zen-Mönch und Zen-Lehrer
- Koudela, Tomáš (* 1967), tschechischer Dichter und Schriftsteller
- Koudelak, Leon (* 1961), tschechischer klassischer Gitarrist
- Koudele, Antonio (* 1956), österreichischer Jazzgitarrist
- Koudelka, Josef (* 1938), tschechisch-französischer FotografJosef Koudelka (* 1938)

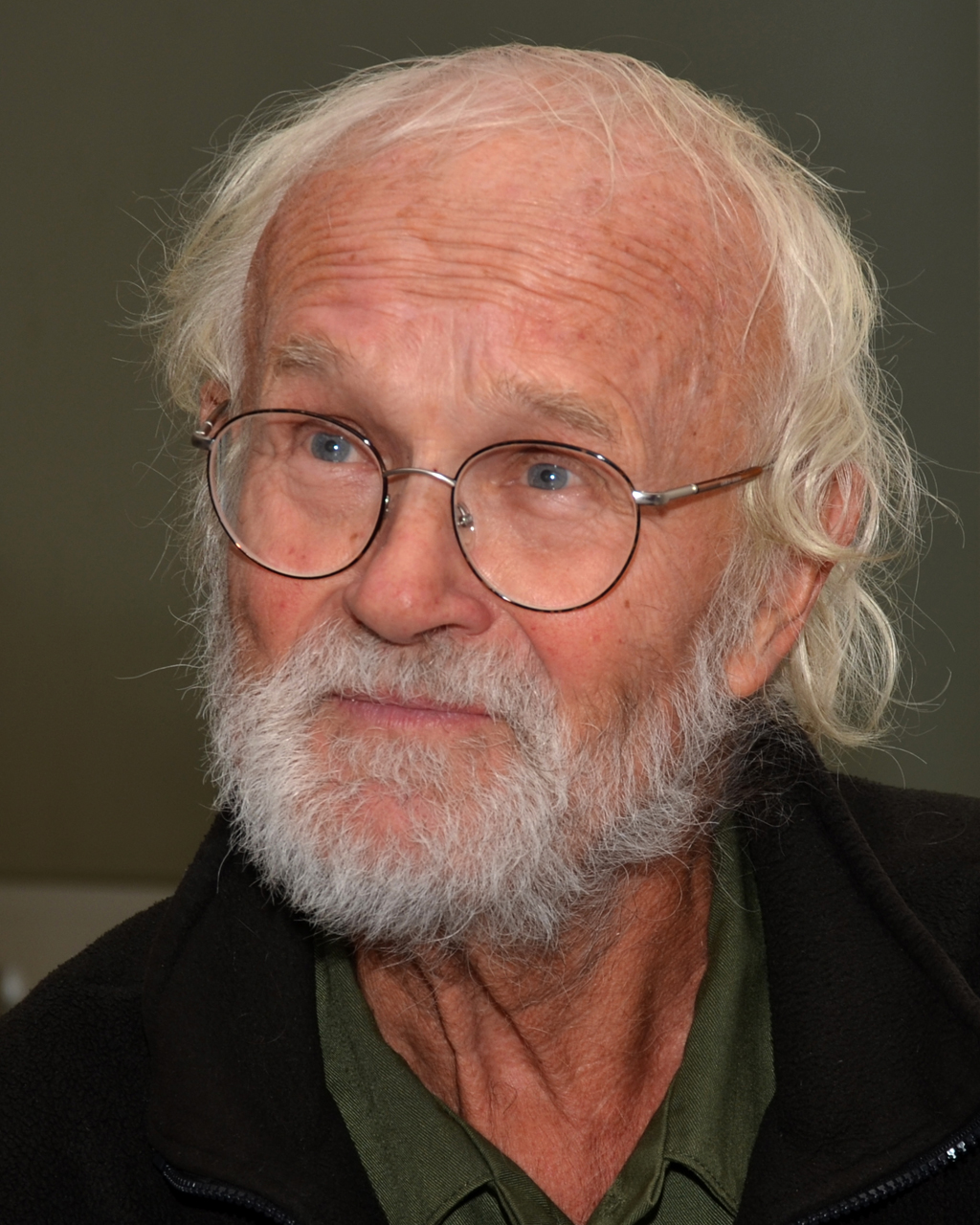
Josef Koudelka (* 1938)

- Koudelka, Joseph von (1773–1850), k. k. Feldmarschallleutnant
- Koudelka, Michal (* 1971), tschechischer Badmintonspieler
- Koudelka, Pauline von (1806–1840), österreichische Malerin des Wiener Biedermeier
- Koudelka, Roman (* 1989), tschechischer Skispringer
- Koudelka, Zdeněk (* 1969), tschechischer Jurist und Politiker (ČSSD), Mitglied des Abgeordnetenhauses
- Koudelková, Markéta (* 1975), tschechische Badmintonspielerin
- Koudelová, Lucie (* 1994), tschechische Leichtathletin
- Koudizé, Issiakou (* 1987), nigrischer Fußballspieler
- Koudossou, Henri (* 1999), deutscher Fußballspieler
- Koudou, Thérence (* 2004), französisch-ivorischer Fußballspieler
- Koudougou, David (* 1972), burkinischer römisch-katholischer Geistlicher, Bischof von Tenkodogo

### Koue
- Kouélany, Bill (* 1965), kongolesische Künstlerin
- Kouemaha, Dorge (* 1983), kamerunischer Fußballspieler

### Kouf
- Kouf, Jim (* 1951), US-amerikanischer Filmproduzent, Drehbuchautor und Filmregisseur
- Koufax, Sandy (* 1935), US-amerikanischer BaseballspielerSandy Koufax (* 1935)

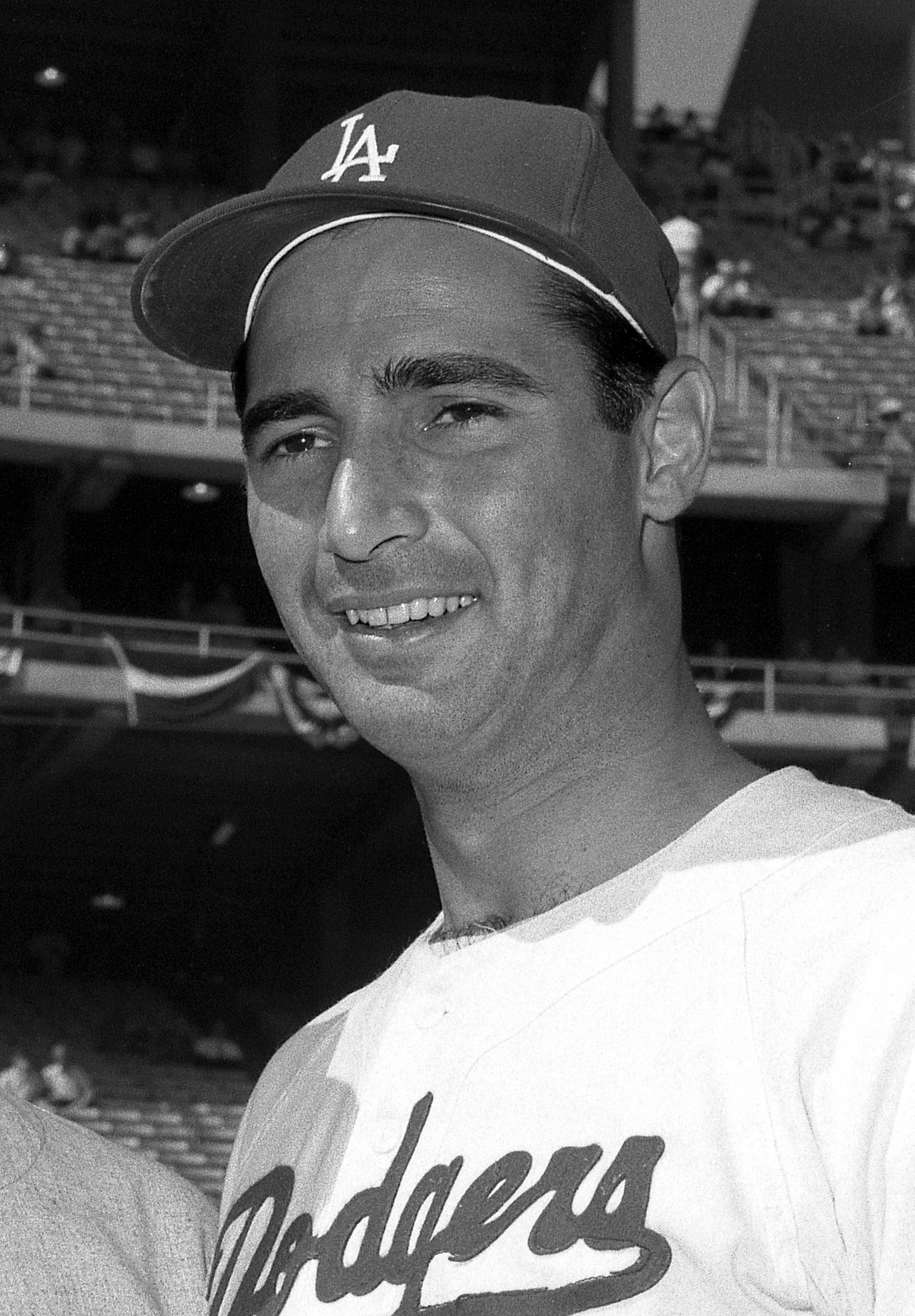
Sandy Koufax (* 1935)

- Koufis, Ioannis (* 1965), US-amerikanisch-griechischer Eishockeyspieler
- Koufogiorgos, Kostas (* 1972), griechisch-deutscher Karikaturist und Maler
- Koufos, Kosta (* 1989), griechischer Basketballspieler

### Koug
- Kouga, Yun (* 1965), japanische Manga-Zeichnerin
- Kougeas, Sokratis (1876–1966), griechischer Historiker und Paläograph
- Kougioumtzian, Giannos (* 1997), zyprischer Skirennläufer
- Kouguell, Arkadie (1898–1985), russisch-amerikanischer Pianist, Komponist und Musikpädagoge
- Kouguell, Susan, US-amerikanische Drehbuchautorin und Regisseurin

### Kouh
- Kouhan, Swjatlana (* 1980), belarussische Mittel- und Langstreckenläuferin
- Kouhyar, Maziar (* 1997), afghanischer Fußballspieler

### Koui
- Kouis, Konstantinos (* 1955), griechischer Fußballspieler

### Kouk
- Kouka, Harou (1922–2008), nigrischer Arzt und Politiker
- Koukal, Jan (* 1951), tschechischer Politiker und Diplomat
- Koukal, Jan (* 1983), tschechischer Squashspieler
- Koukal, Martin (* 1978), tschechischer Skilangläufer
- Koukal, Petr (* 1982), tschechischer Eishockeyspieler
- Koukal, Petr (* 1985), tschechischer Badmintonspieler
- Koukalová, Klára (* 1982), tschechische Tennisspielerin
- Kouki, Hadeel, syrische Menschenrechtsaktivistin
- Kouki, Mikko (* 1967), finnischer Schauspieler
- Kouki, Nabil (* 1970), tunesischer Fußballspieler und Fußballtrainer
- Koukidis, Konstantinos († 1941), griechischer Widerstandskämpfer
- Koukkidi-Prokopiou, Anna (* 1974), zyprische Wirtschaftswissenschaftlerin und Justizministerin
- Koukku-Ronde, Ritva (* 1956), finnische Botschafterin
- Koukkula, Katja, finnische Tänzerin und Choreografin
- Koukkula, Topias (* 1996), finnischer Leichtathlet
- Koukl, Josef (1926–2010), tschechischer Geistlicher, Bischof von Leitmeritz
- Koukodimos, Konstandinos (* 1969), griechischer Weitspringer und Politiker
- Koukou, Djiman (* 1990), beninischer Fußballspieler
- Koukouli-Chrysanthaki, Chaido (* 1940), griechische Archäologin
- Koukouridis, Anthimos (* 1962), griechischer Geistlicher; Metropolit von Alexandroupolis
- Koukpaki, Parfait, beninischer Fußballspieler

### Koul
- Koulara, Armel (* 1989), tschadischer Fußballtorwart
- Koulberg, Anna (* 2004), belgische Volleyballspielerin
- Koulen, Heinrich (1845–1919), deutscher Orgelbauer
- Koulen, Heinrich Joseph (1852–1922), deutscher Bildhauer
- Koulen, Max (1876–1948), deutscher Orgelbauer
- Koules, Oren (* 1961), US-amerikanischer Eishockeyspieler, -funktionär und Filmproduzent
- Koulibaly, Kalidou (* 1991), senegalesisch-französischer FußballspielerKalidou Koulibaly (* 1991)

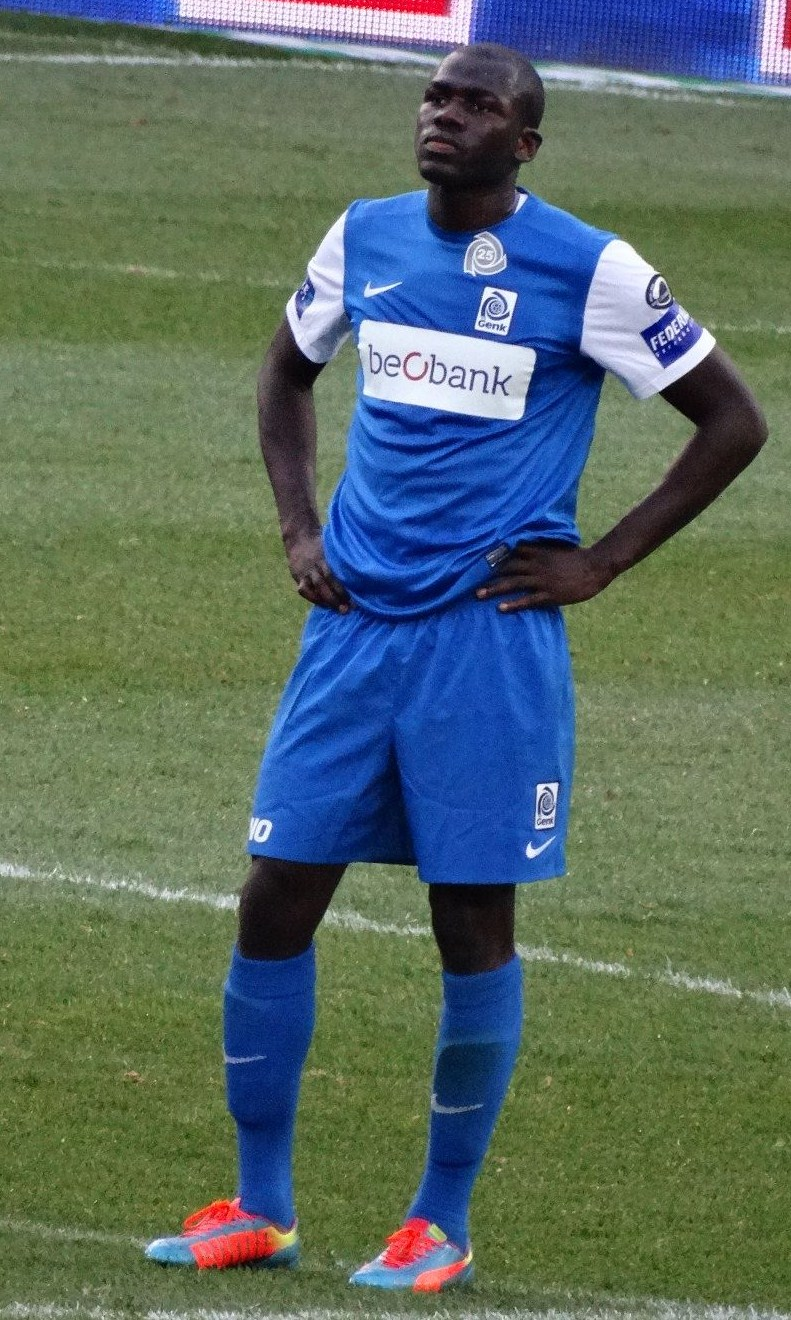
Kalidou Koulibaly (* 1991)

- Koulibaly, Mamadou (* 1957), ivorischer Präsident der Nationalversammlung von Elfenbeinküste
- Koulibaly, Paul (* 1986), burkinischer Fußballspieler
- Koulierakis, Konstantinos (* 2003), griechischer Fußballspieler
- Koulis, Niko (* 1999), deutscher Fußballspieler
- Koulmann, Dieter (1939–1979), deutscher Fußballspieler
- Koulmassis, Timon (* 1961), deutsch-griechischer Regisseur und Schriftsteller
- Kouloglou, Stelios (* 1953), griechischer Journalist und Politiker (parteilos, Syriza), MdEP
- Koulouris, Efthymis (* 1996), griechischer Fußballspieler

### Koum
- Koum, Alexi (* 2006), französisch-kamerunischer Fußballspieler
- Koum, Jan (* 1976), ukrainisch-US-amerikanischer UnternehmerJan Koum (* 1976)

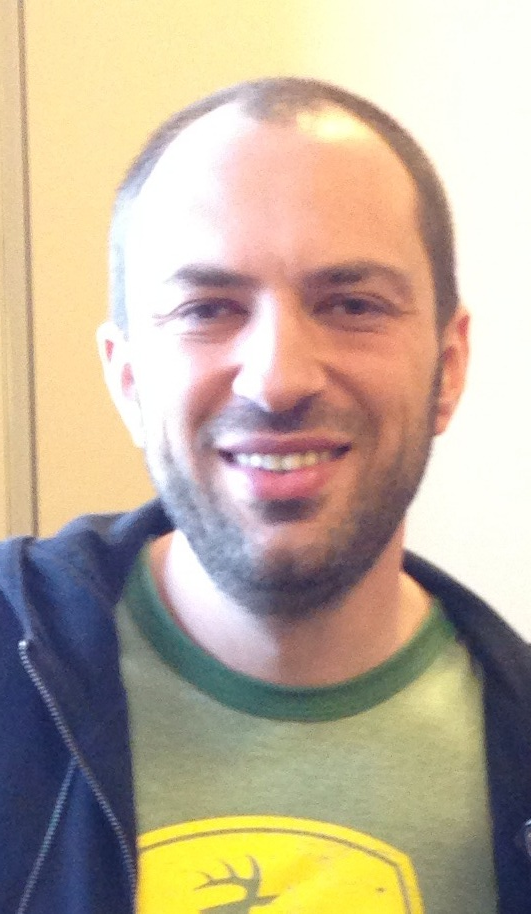
Jan Koum (* 1976)

- Kouma, Alexien (* 2005), malischer Schwimmer
- Kouma, Sébastien (* 1997), malischer Schwimmer
- Koumadje, Khalifa (* 1996), tschadischer Basketballspieler
- Koumakoye, Delwa Kassiré (* 1949), tschadischer Politiker
- Koumandareas, Menis (1931–2014), griechischer Schriftsteller und Übersetzer
- Koumantarakis, George (* 1974), südafrikanischer Fußballspieler
- Koumanykham, Sinnakone (* 2003), laotischer Fußballspieler
- Koumarianou, Ekaterini (1919–2012), griechische Neogräzistin
- Koumas, Jason (* 1979), walisischer Fußballspieler
- Koumbaki, Diamando (1926–1944), griechische Widerstandskämpferin
- Koume, Keito, japanischer Mangaka und Illustrator
- Koumetio, Billy (* 2002), französischer Fußballspieler
- Koumi, Sadam (* 1994), sudanesischer Leichtathlet
- Koumoundouros, Alexandros (1817–1883), griechischer Politiker und Ministerpräsident
- Koumoutsakos, Georgios (* 1961), griechischer Politiker (Nea Dimokratia), MdEP

### Koun
- Kounadis, Argyris (1924–2011), griechischer Komponist
- Kounalakis, Eleni (* 1966), US-amerikanische Politikerin und Diplomatin
- Koundé, Hubert (* 1970), beninisch-französischer Schauspieler und Autor
- Koundé, Jules (* 1998), französischer FußballspielerJules Koundé (* 1998)

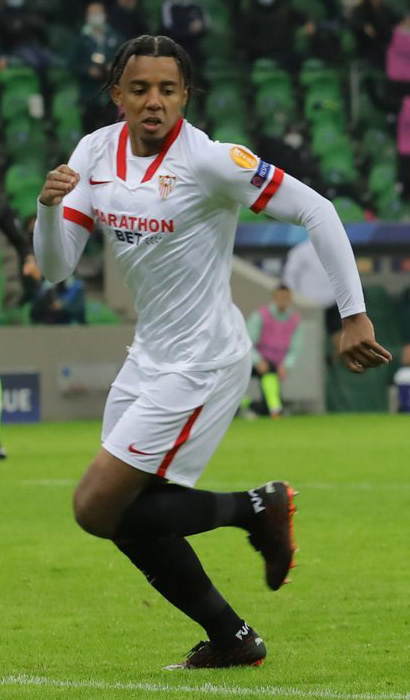
Jules Koundé (* 1998)

- Koundja, Marie-Christine (* 1957), tschadische Botschafterin und Schriftstellerin
- Koundouriotis, Georgios (1782–1858), griechischer Politiker und Ministerpräsident
- Koundouriotis, Pavlos (1855–1935), griechischer Admiral, Vizekönig (1920, 1923–1924) und Staatspräsident Griechenlands (1924–1926, 1929)
- Koundouriotis, Stefanos, griechischer Stabhochspringer
- Kounellis, Jannis (1936–2017), griechischer Künstler
- Kounen, Jan (* 1964), französischer Regisseur
- Kounev, Samuel (* 1976), deutscher Informatikwissenschaftler und Hochschullehrer
- Koungdoup, Lim (* 2000), äthiopischer Hochspringer
- Kouni, Nathacha (* 2001), Schweizer Leichtathletin
- Kounin, Jacob (1912–1995), amerikanischer Pädagoge
- Kounkoud, Benoît (* 1997), französischer Handballspieler
- Kounnas, Costas (1952–2022), zyprisch-französischer Physiker
- Kounou, Hassane (1949–2018), nigrischer Politiker und Diplomat
- Kounta, Muhammad (* 1994), französischer Hürdenläufer
- Kountché, Seyni (1931–1987), nigrischer Politiker, Staatspräsident von Niger (1974–1987)
- Kountoura, Elena (* 1962), griechische Politikerin, ehemaliges Model und Sportlerin; MdEP
- Kountouri, Kalliopi (* 1997), zyprische Sprinterin
- Kountras, Michail (* 1952), griechischer Radrennfahrer
- Kountul, Leo, niederländischer Badmintonspieler

### Kouo
- Kouoh, Koyo (1967–2025), kamerunisch-schweizerische Kuratorin und KulturproduzentinKoyo Kouoh (1967–2025)

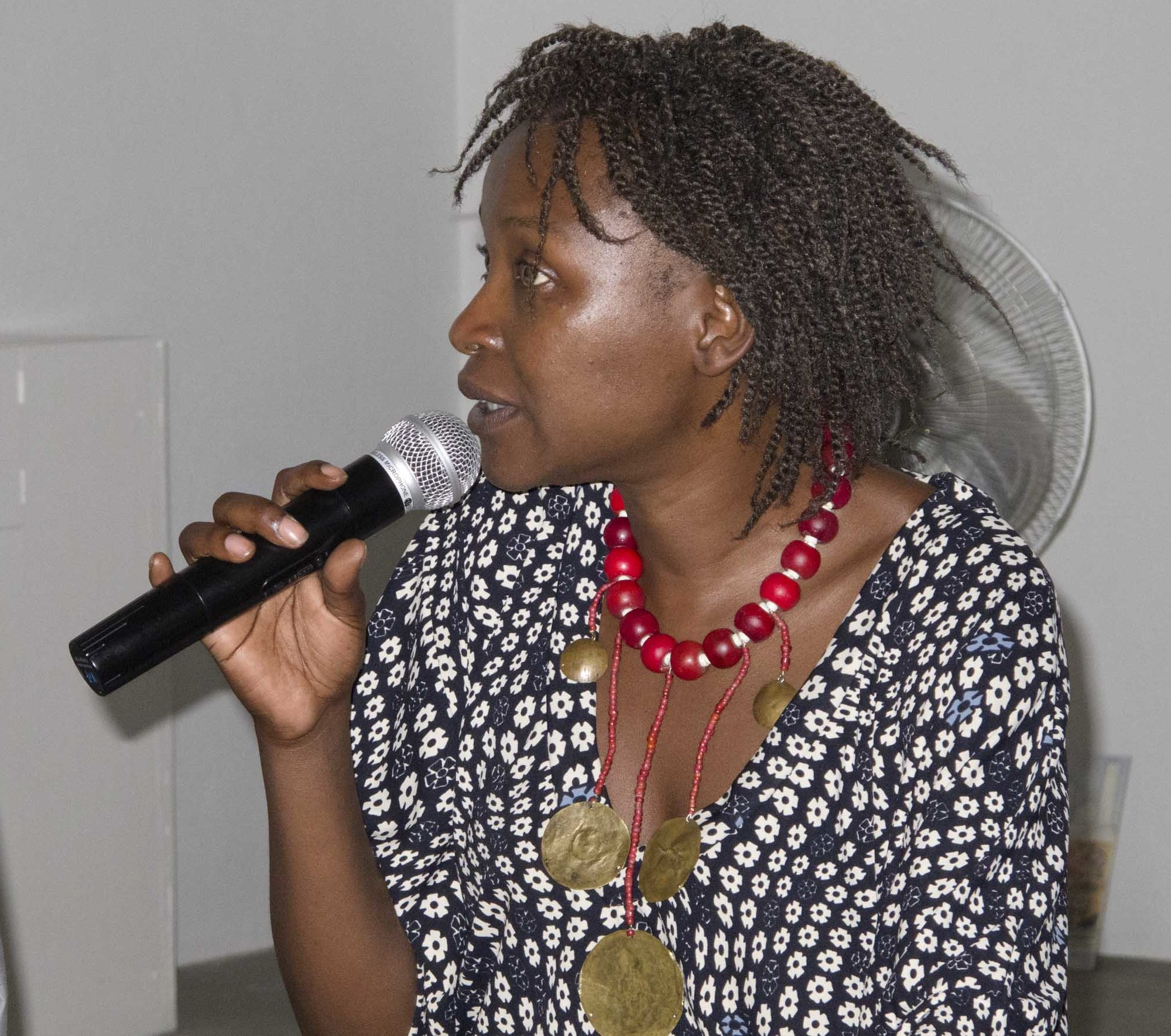
Koyo Kouoh (1967–2025)

### Koup
- Koupaki, Pascal (* 1951), beninischer Politiker
- Kouprianoff, André (* 1938), französischer Eisschnellläufer

### Kour
- Kourakis, Giannis (* 1955), griechischer Politiker
- Kourakis, Nestor (* 1947), griechischer Kriminologe
- Kourani, Elsa (1913–2003), dänische Schauspielerin
- Kourbelis, Dimitrios (* 1993), griechischer Fußballspieler
- Kouremenos, Theokritos, griechischer Gräzist
- Kourempeles, Ioannis (* 1965), griechischer orthodoxer Theologe und Hochschullehrer
- Kouri, Pentti (1949–2009), finnischer Ökonom, Venture Capitalist und Kunstsammler
- Kouřil, Miroslav (* 1960), tschechischer Fußballspieler und Fußballtrainer
- Kouris, Alexandros, griechischer Geher
- Kourkoulos, Nikos (1934–2007), griechischer Theater- und Filmdarsteller
- Kourkoulos-Arditis, Stamatis (* 1998), griechischer Schachgroßmeister
- Kourková, Pavlína (* 1980), tschechische Malerin und Illustratorin
- Kourmoulis, Georgios (1907–1977), griechischer Sprachwissenschaftler und Neogräzist
- Kourmpetis, Anestis (* 1988), griechischer Straßenradrennfahrer
- Kourompylia, Chrysoula (* 1977), griechische Fußballschiedsrichterassistentin
- Kouros, Yiannis (* 1956), griechischer Ultramarathonläufer
- Kourouma, Ahmadou (1927–2003), ivorischer Schriftsteller
- Kourouma, Mustafa (* 2003), deutsch-guineischer Fußballspieler
- Kourouma, Philippe (1932–2009), guineischer römisch-katholischer Geistlicher; Bischof von Nzérékoré (1979–2007)
- Kourouma, Sékou († 2020), guineischer Politiker
- Kouroumblis, Panagiotis (* 1951), griechischer Politiker
- Kourouniotis, Konstantinos (1872–1945), griechischer Klassischer Archäologe
- Kourtelidou, Eleni (* 1985), griechische Gewichtheberin
- Kourtzis, Panos (1850–1931), griechisch-osmanischer Unternehmer, Bankier und Reeder
- Kourula, Erkki (* 1948), finnischer Jurist

### Kous
- Kousa, Mikko (* 1988), finnischer Eishockeyspieler
- Kõusaar, Kadri (* 1980), estnische Schriftstellerin, Filmregisseurin und Journalistin
- Kousal, Robert (* 1990), tschechischer Eishockeyspieler
- Kousbroek, Rudy (1929–2010), niederländischer Autor, Dichter und Essayist
- Kousmine, Catherine (1904–1992), Schweizer Ärztin
- Kousnetzoff, Constantin (1863–1936), russischer Maler, der in Frankreich arbeitete
- Kousoulos, Ioannis (* 1996), zyprischer Fußballspieler
- Kousri, Najma (* 1991), tunesische Bürgerrechtlerin, Feministin und LGBTIQ-Aktivistin
- Koussi, Mohamed (* 1994), marokkanischer Hürdenläufer
- Koussihouede, Gloria (* 1987), beninische Schwimmerin
- Koussou, Kodjovi (* 1992), deutsch-togoischer Fußballspieler
- Koussour, Nora El (* 1994), niederländische Filmschauspielerin
- Koussouris, Rafael (* 2002), deutscher Filmschauspieler
- Koustova, Emilia (* 1976), Übersetzerin und Historikerin

### Kout
- Kout, Jiří (* 1937), tschechischer Dirigent
- Koutchoumov, Natacha (* 1975), französisch-schweizerische Schauspielerin, Regisseurin, Autorin und Lehrerin
- Koutecký, Jaroslav (1922–2005), tschechischer Chemiker
- Koutek, Manfred (* 1951), österreichischer Maler und Grafiker
- Koutlis, Christoforos-Vasilios (* 2004), griechischer Leichtathlet
- Koutnik, Johann (1870–1941), österreichischer Brauereibesitzer
- Koutnik, Paul (* 1961), österreichischer Komponist
- Koutny, Ilona (* 1953), ungarische Linguistin und Esperantistin
- Koutny, Lajos (1939–2022), ungarischer Eishockeyspieler
- Koutny, Philipp (* 1983), Schweizer Triathlet
- Koutonen, Gustaf (1910–1977), finnischer Hammerwerfer
- Koutouan, Albertine (* 1964), ivorische Leichtathletin
- Koutouan, Antonin (* 1983), ivorischer Fußballspieler
- Koutoubi, Sidi, nigrischer Offizier und Politiker
- Koutris, Leonardo (* 1995), griechischer Fußballspieler
- Koutroubis, Georgios (* 1991), griechischer Fußballspieler
- Koutroufinis, Spyridon (* 1967), griechischer Philosoph
- Koutroumanidou, Efthalia (* 1982), griechische Beachvolleyballspielerin
- Kõuts, Tarmo (* 1953), estnischer Vizeadmiral und Politiker
- Koutsias, Georgios (* 2004), griechischer Fußballspieler
- Koutsogiorgas, Menios (1922–1991), griechischer Politiker
- Koutsonikoli, Angeliki (1989–2012), griechische Radrennfahrerin
- Koutsou, Ioanna (* 1986), griechische Taekwondoin
- Koutsoumbas, Dimitris (* 1955), griechischer Politiker und kommunistischer ParteiführerDimitris Koutsoumbas (* 1955)

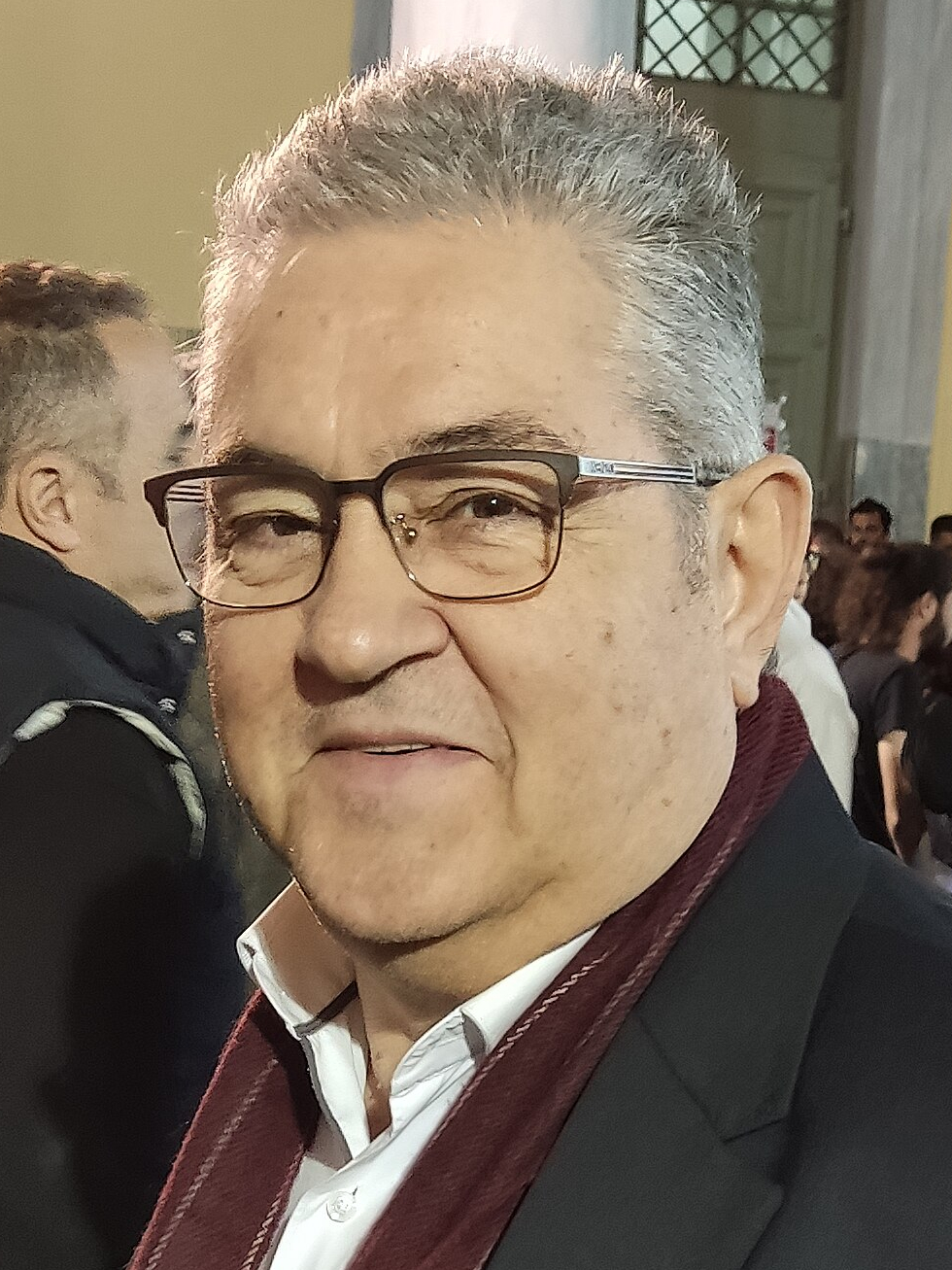
Dimitris Koutsoumbas (* 1955)

- Koutsoupias, Elias, griechischer Informatiker
- Koutsouridis, Ambrosius (* 1968), orthodoxer Geistlicher und Bischof des Ökumenischen Patriarchats von Konstantinopel

### Kouv
- Kouvaras, Linda (* 1960), australische Pianistin, Komponistin und Musikwissenschaftlerin
- Kouvaris, Lou A. (* 1954), amerikanischer Gitarrist
- Kouvatsou, Maria (* 1979), griechische Schachspielerin
- Kouvelas, Sotirios (* 1936), griechischer Politiker
- Kouveliotou, Chryssa (* 1953), griechisch-US-amerikanische Astrophysikerin
- Kouvelis, Evangelos (* 1917), griechischer Radrennfahrer
- Kouvelis, Fotis (* 1948), griechischer Politiker
- Kouvo, Tia, finnische Regisseurin und Drehbuchautorin

### Kouw
- Kouwenaar-Bijlo, Jeanne (1915–2000), niederländische Bildhauerin
- Kouwenberg, Saskia, niederländische unabhängige Menschenrechtsaktivistin und Journalistin
- Kouwenbergh, Philip van (1671–1729), niederländischer Stilllebenmaler
- Kouwenhoven, John Atlee (1909–1990), US-amerikanischer Amerikanist
- Kouwenhoven, Leo (* 1963), niederländischer Physiker
- Kouwenhoven, William B. (1886–1975), US-amerikanischer Elektroingenieur
- Kouwer, Benjamin Jan (1861–1933), niederländischer Gynäkologe

### Kouy
- Kouyaté, Aïssatou (* 1995), französische Handballspielerin
- Kouyaté, Bassekou (* 1966), malischer Musiker
- Kouyaté, Boubakar (* 1997), malischer Fußballspieler
- Kouyaté, Cheikhou (* 1989), senegalesischer Fußballspieler
- Kouyaté, Dani (* 1961), burkinischer Regisseur
- Kouyaté, Kandia (* 1958), malische Sängerin
- Kouyaté, Khadija, französische Schauspielerin
- Kouyaté, Lansana (* 1950), guineischer Politiker, Premierminister
- Kouyaté, Soriba (1963–2010), senegalesischer Musiker
- Kouyaté, Sotigui (1936–2010), burkinischer Schauspieler und Fußballspieler
- Kouyaté, Tiemoko Garan (1902–1944), malischer Aktivist
- Kouyoumdjian, Juan (* 1971), argentinischer Konstrukteur von Regatta- und Fahrtenyachten
- Kouyoumdjian, Martín (* 2003), chilenischer Sprinter
- Kouyoumdjian, Zaven (* 1970), libanesischer Fernsehjournalist

### Kouz
- Kouzkin, Alessandro (* 1992), russischer Rennfahrer
- Kouzmanova, Bojidara (* 1977), bulgarische Violinistin